# Salvador Simón i Donatiu
Salvador Simón i Donatiu (Barcelona, 20 de maig de 1925-Badalona, 1 de febrer de 2002) va ser un compositor de sardanes i activista cultural català, vinculat amb el barri de Llefià i la resta de la ciutat de Badalona.

## Biografia
Nascut a Barcelona el 1925, amb nou anys va passar a viure a Badalona. De ben jove es va sentir atret per la música, als set o vuit anys ja agafava algun instrument i havia creat alguna petita obra. Va estudiar música amb Joaquim Riera i Massanas, i va seguir els mètodes Scholtz, Zamacois i Morera. Malgrat no ser la seva principal activitat, no la va abandonar mai, especialment la sardana, al llarg de la seva vida, amb certa regularitat, va arribar compondre fins a vuitanta sardanes. La primera, Ignàsia, la va escriure amb 17 anys, i va ser seguida de Llàgrimes d'amor. També va escriure altres tipus de composicions: cançons, petites peces i arranjaments d'algunes de les sardanes per a banda o orquestra de cambra. Amb motiu del centenari de l'atorgament del títol a la ciutat de Badalona, Simón va compondre una sardana commemorativa anomenada Badalona ciutat centenària.
Activista en favor de la llengua i cultura catalanes, va ser fundador de la delegació d'Òmnium Cultural al Barcelonès Nord el 1984, de la qual n'era soci des dels anys seixanta, i després vicepresident de la secció local. També va ser impulsor d'altres col·lectius i entitats, com l'Ateneu Cultural de Llefià i l'entitat Amics de la Música de Badalona. Resident a Llefià, sempre va procurar que al seu barri hi fossin present les tradicions catalanes, com les sardanes, però també els castellers, que van ser portats per primera vegada a la plaça de Trafalgar gràcies a ell. Pel que fa a la llengua, tot i no tenir inconveniència amb el castellà, sempre va expressar sempre l'orgull de seguir parlant en català i la seva defensa a ultrança. L'any 2000 era nomenat soci d'honor de l'associació Festa Nacional dels Països Catalans.
Va morir sobtadament la matinada de l'1 de febrer de 2002 i va ser enterrat al Cementiri Vell de Badalona al so d'una tenora. Des de la seva mort, l'Ateneu Cultural de Llefià ha celebrat diversos homenatges amb el nom Memorial Salvador Simón, que va comptar amb ballada de sardanes compostes ell, amb l'objectiu de fer-la una festivitat que es pugui celebrar cada any al barri.